# Martillo (anatomía)
En anatomía, el martillo o malleus es uno de los tres huesos del oído medio de los mamíferos; presenta una cabeza, un cuello, un manubrio y dos apófisis, una lateral y otra anterior. Está conectado con la membrana timpánica y transmite las vibraciones sonoras al yunque, mediante la articulación incudomaleolar; este último se comunica a su vez con el estribo. Fue descrito por primera vez por Alejandro Achillini (1463-1512).
El martillo deriva del hueso articular de la mandíbula inferior de los reptiles mamiferoides.

## Componentes
- Cabezaː forma parte superior del martillo. Está situada superiormente a la membrana timpánica, es decir, en el receso epitimpánico. De forma ovoide, la cabeza del martillo es regularmente lisa, salvo en su parte posterior, donde presenta una excavación articular elíptica con el eje mayor orientado oblicuamente en sentido inferior y medial. El extremo inferior de esta carilla articular ocupa la cara medial de la cabeza. Una cresta casi vertical la divide en dos vertientes, una posterior y otra medial. Por esta cara articular, el martillo se articula con el yunque.
- Cuelloː es la parte estrecha que sirve de soporte a la cabeza. Es corto y aplanado de lateral a medial; se relaciona lateralmente con la porción fláccida de la membrana del tímpano.
- Apófisis lateralː (apófisis corta), de forma cónica y 1 mm de largo, se origina inferiormente de la cara lateral del cuello. Se dirige lateralmente y da origen, en la cara externa de la membrana timpánica, a la pequeña eminencia cónica en que terminan los pliegues maleolares.
- Apófisis anteriorː (apófisis larga) nace en la cara anterior del cuello. Es alargada y muy delgada, se dirige posterior y anteriormente y tiene continuidad con el ligamento anterior del martillo.